# CIRCUS (ブランド)
CIRCUS（サーカス）は、埼玉県川口市に本社を置く株式会社CIRCUSのゲームブランド。

## 沿革
かつてコスモスコンピューターのアダルトゲームブランド「RISE」（同社の別ブランドに「Lunar Soft」がある）で『RISE』の制作に関わった松村和俊らのスタッフが独立する形で1999年11月11日にブランドを設立。2002年にはゲームソフトの販売業務を株式会社エス・オー・エフ・ティーに分離している。
2009年11月22日午後5時頃、事務所兼倉庫（旧本社社屋）で火災が発生し、建物が半焼した。
2012年後半にグループ再編に着手し、2013年2月には有限会社サーカスがコンピュータソフトウェア倫理機構を脱退。代わりに系列会社である株式会社エス・オー・エフ・ティーが同機構に加入した。
同年4月10日、8年続いたSNS「オンライン初音島」がサービス終了。
同年5月24日発売の「D.C.III R 〜ダ・カーポIII アール〜」より株式会社エス・オー・エフ・ティーのブランドとして発売し、それ以降はエス・オー・エフ・ティーと株式会社CIRCUS(同読みだが別会社)に活動を委ねていた。関連して有限会社サーカスとしての活動は終了した。
2015年3月、株式会社エス・オー・エフ・ティーがコンピュータソフトウェア倫理機構を脱退。代わりに株式会社moby-dickが同機構に加入した。
2017年2月、「D.C. 〜ダ・カーポ〜」の商標権を株式会社CIRCUSに譲渡完了。
2017年11月30日、「CircusFANCLUB」のサービスを終了。

## 作品一覧
※発売順に掲載。発売日は初回版に準拠、重版は非掲載。
一作品（特にメインタイトル）の内容を変えず差異をつけて多くのバリエーション商品を発売している。アダルトゲーム業界では、限定版と通常版の2パターンで発売することはよくあるが、他の会社が同一内容のCD版や廉価版のパッケージ絵柄を共通にすることが多いことに対し、サーカスブランドのほとんどの商品はパッケージ絵柄を変えて発売しており、ブランド名をもじって「曲芸商法」とも称されている。特に、ブランド最大のヒット作である『D.C. 〜ダ・カーポ〜』関連の製品が多い。
| 発売年 | 発売日   | タイトル | ブランド | レイティング |
| ------ | -------- | --- | -------- | ------------ |
| 2000年 | 4月28日  | Aries | CIRCUS   | 18禁         |
| 2000年 | 9月29日  | 闇鍋Aries 〜明日への挑戦状〜 | CIRCUS   | 18禁         |
| 2001年 | 1月26日  | Infantaria | NORTHERN | 18禁         |
| 2001年 | 7月27日  | 水夏 | NORTHERN | 18禁         |
| 2001年 | 12月14日 | アルキメデスのわすれもの | NORTHERN | 18禁         |
| 2002年 | 6月28日  | D.C. 〜ダ・カーポ〜 | NORTHERN | 18禁         |
| 2002年 | 11月8日  | うたう絵本 1・2・3 ハイ!! | CIRCUS   | 18禁         |
| 2002年 | 12月13日 | D.C. White Season 〜ダ・カーポ ホワイトシーズン〜                                                                                 | NORTHERN | 18禁         |
| 2003年 | 3月28日  | Infantaria XP | NORTHERN | 18禁         |
| 2003年 | 7月25日  | すくみず 〜フェチ☆になるもんっ!〜                                                                                                 | FETISH   | 18禁         |
| 2003年 | 7月25日  | 水夏 〜おー・157章〜 | NORTHERN | 全年齢       |
| 2004年 | 2月27日  | 終の館 〜恋文〜 | FETISH   | 18禁         |
| 2004年 | 3月26日  | 終の館 〜双ツ星〜 | FETISH   | 18禁         |
| 2004年 | 4月1日   | ガッデーム&ジュテーム | CIRCUS   | 18禁         |
| 2004年 | 4月2日   | Aries PureDream | FETISH   | 18禁         |
| 2004年 | 4月2日   | Aries LoveDream | FETISH   | 18禁         |
| 2004年 | 4月30日  | 終の館 〜罪と罰〜 | FETISH   | 18禁         |
| 2004年 | 5月28日  | D.C.P.C. 〜ダ・カーポ〜 プラスコミュニケーション                                                                                  | NORTHERN | 全年齢       |
| 2004年 | 5月28日  | 終の館 〜檻姫〜 | FETISH   | 18禁         |
| 2004年 | 6月25日  | 終の館 〜人形〜 | FETISH   | 18禁         |
| 2004年 | 8月27日  | D.C. Summer Vacation 〜ダ・カーポ サマーバケーション〜                                                                            | NORTHERN | 18禁         |
| 2004年 | 9月24日  | 水夏A.S+ | NORTHERN | 18禁         |
| 2004年 | 10月8日  | ホームメイド -Homemaid- | FETISH   | 18禁         |
| 2004年 | 12月23日 | 最終試験くじら | CIRCUS   | 18禁         |
| 2005年 | 5月27日  | SAKURA 〜雪月華〜 花鳥風月プレミアムエディション                                                                                  | CIRCUS   | 全年齢       |
| 2005年 | 8月26日  | すくみず2 〜泳・げ・な・い〜 | FETISH   | 18禁         |
| 2005年 | 8月26日  | うたう絵本 4・5・6 Hi! Hi! | CIRCUS   | 18禁         |
| 2005年 | 12月23日 | 最終試験くじら〜Departures〜 | CIRCUS   | 18禁         |
| 2006年 | 2月24日  | AR 〜忘れられた夏〜 | NORTHERN | 18禁         |
| 2006年 | 5月26日  | D.C.II 〜ダ・カーポII〜 | NORTHERN | 18禁         |
| 2006年 | 6月30日  | 舞-HiME 運命の系統樹 修羅 | METAL    | 全年齢       |
| 2006年 | 12月22日 | C.D.Christmas Days 〜サーカスディスク クリスマスデイズ〜                                                                          | CIRCUS   | 18禁         |
| 2007年 | 4月27日  | D.C.II Spring Celebration 〜ダ・カーポII〜 スプリング セレブレイション                                                            | NORTHERN | 18禁         |
| 2007年 | 7月27日  | CircusLand I 〜ドキ! ヒロインいっぱい初音島★コスプレミスコン祭り♪ よりどりみどりで♪好きな子選んで着せ替え育成デートだょ 兄さん♪〜 | CIRCUS   | 18禁         |
| 2007年 | 11月22日 | エターナルファンタジー | NORTHERN | 18禁         |
| 2008年 | 2月29日  | D.C.P.K. 〜ダ・カーポーカー〜 | CIRCUS   | 18禁         |
| 2008年 | 6月27日  | D.C. After Seasons 〜ダ・カーポ〜 アフターシーズンズ                                                                              | NORTHERN | 18禁         |
| 2008年 | 7月25日  | C.D.C.D.2 〜シーディーシーディー2〜                                                                                               | CIRCUS   | 18禁         |
| 2008年 | 8月29日  | ホームメイド スイーツ | FETISH   | 18禁         |
| 2008年 | 12月26日 | D.C.II P.C. 〜ダ・カーポII〜 プラスコミュニケーション                                                                             | NORTHERN | 18禁         |
| 2009年 | 3月27日  | Princess Party 〜プリンセスパーティー〜                                                                                           | CIRCUS   | 18禁         |
| 2009年 | 5月29日  | ヴァルキリーコンプレックス | CIRCUS   | 18禁         |
| 2009年 | 6月26日  | D.C.II To You 〜ダ・カーポII〜 トゥーユー                                                                                         | NORTHERN | 18禁         |
| 2009年 | 9月18日  | Princess Party Camellia 〜プリンセスパーティーカメリア〜                                                                          | CIRCUS   | 18禁         |
| 2009年 | 12月18日 | D.C.II Fall in Love 〜ダ・カーポII〜 フォーリンラブ                                                                               | NORTHERN | 18禁         |
| 2010年 | 4月23日  | ことり Love Ex P | CIRCUS   | 18禁         |
| 2010年 | 6月25日  | あるぴじ学園 | CIRCUS   | 18禁         |
| 2010年 | 10月28日 | uni. | -        | 全年齢       |
| 2010年 | 12月24日 | D.C. Dream X'mas 〜ダ・カーポ〜 ドリームクリスマス                                                                                | -        | 18禁         |
| 2011年 | 1月27日  | T.P.さくら 〜タイムパラディンさくら〜 前編                                                                                        | -        | 全年齢       |
| 2011年 | 2月24日  | T.P.さくら 〜タイムパラディンさくら〜 後編                                                                                        | -        | 全年齢       |
| 2011年 | 9月30日  | 水夏弐津 | -        | 18禁         |
| 2012年 | 4月27日  | D.C.III 〜ダ・カーポIII〜 | NORTHERN | 全年齢       |
| 2012年 | 9月28日  | D.C.III' 〜ダ・カーポIII ダッシュ〜 Ver.1.3                                                                                       | NORTHERN | 全年齢       |
| 2013年 | 5月24日  | D.C.III R 〜ダ・カーポIII アール〜                                                                                                | NORTHERN | 全年齢       |
| 2013年 | 5月31日  | D.C.III R 〜ダ・カーポIII アール〜X-rated                                                                                         | NORTHERN | 18禁         |
| 2014年 | 4月25日  | D.C.III P.P. 〜ダ・カーポIII プラチナパートナー〜                                                                                 | NORTHERN | 18禁         |
| 2015年 | 2月27日  | D.C.II Anniversary Package ～ダ・カーポII～ アニバーサリーパッケージ                                                              | NORTHERN | 18禁         |
| 2015年 | 4月24日  | D.C.II Dearest Marriage ～ダ・カーポII～ ディアレストマリッジ                                                                     | NORTHERN | 18禁         |
| 2016年 | 4月28日  | D.S. -Dal Segno- | NORTHERN | 18禁         |
| 2016年 | 9月30日  | D.C.III With You 〜ダ・カーポIII〜 ウィズユー                                                                                     | NORTHERN | 18禁         |
| 2017年 | 4月28日  | D.S.I.F. -Dal Segno in Future- | NORTHERN | 18禁         |
| 2017年 | 9月29日  | D.C.III DreamDays～ダ・カーポIII～ドリームデイズ                                                                                  | NORTHERN | 18禁         |
| 2018年 | 4月27日  | てんぷれっ!! | NORTHERN | 18禁         |
| 2018年 | 11月30日 | スペースライブ | NORTHERN | 全年齢       |
| 2019年 | 5月31日  | D.C.4 ～ダ・カーポ4～ | NORTHERN | 全年齢       |
| 2021年 | 2月26日  | D.C.4 Fortunate Departures 〜ダ・カーポ4〜 フォーチュネイトデパーチャーズ                                                         | NORTHERN | 全年齢       |
| 2021年 | 8月27日  | D.C.4 Plus Harmony 〜ダ・カーポ4〜 プラスハーモニー                                                                               | NORTHERN | 18禁         |
| 2022年 | 4月28日  | D.C.4 Sweet Harmony 〜ダ・カーポ4〜 スイートハーモニー                                                                            | NORTHERN | 18禁         |
| 2023年 | 1月27日  | D.C.5 〜ダ・カーポ5〜 | NORTHERN | 全年齢       |
| 2024年 | 1月26日  | D.C.5 Future Link ～ダ・カーポ5～ フューチャーリンク                                                                              | NORTHERN | 全年齢       |
| 2024年 | 9月27日  | D.C.5 Plus Happiness ～ダ・カーポ5～プラスハピネス                                                                                | NORTHERN | 18禁         |
| 2025年 | 3月28日  | D.C.5 Sweet Happiness ～ダ・カーポ5～スイートハピネス                                                                             | NORTHERN | 18禁         |

### ブランドおよび開発チームの区分
- CIRCUS（サーカス）

ブランド設立時より存在。学園を舞台とした心温まる恋愛ものから、性的な内容に重点を置いたバカゲーまで幅広い作品を開発している。
- CIRCUS NORTHERN（サーカスノーザン）

ゲーム『Infantaria』にてブランドデビュー。『水夏』・『D.C.』シリーズなど、萌えや純愛をテーマにした作品を発表している。切ないシナリオで心に残る作品がユーザーからの支持を受け、サーカスにおける代表的ブランドの1つとなっている。
- CIRCUS FETISH（サーカスフェティッシュ）

水着やメイドなどといった萌えの対象（フェチ）にこだわり、ユーザーが満足するような萌えを追求した作品を開発。Hシーンにおける演出はサーカスやノーザンよりもやや激しい傾向となっている。
- CIRCUS METAL（サーカスメタル）

ゲーム性が高く、「カッコイイ系」の作品開発を目的とするブランド。

## その他のブランド

### メイド倶楽部
2001年に設立。このブランドは当初、有限会社スレイブ企画のブランドであり、『メイドの館 絶望編』はそのブランドからの発売予定であった。しかし、外部発注していたCGがちぇりーそふとの『Unbalance』からの盗用であったことが発覚、発売中止に追い込まれた。その企画をCIRCUSが引き取って問題の部分の差し替えなどを行い、完成させ発売に漕ぎ付けた。
メイド倶楽部ブランドで発売されたゲームソフトはこの1作品のみで、2007年6月6日をもってブランド終了となった。
| 発売日         | タイトル          |
| -------------- | ----------------- |
| 2001年12月21日 | メイドの館 絶望編 |

### FragiLe
エス・オー・エフ・ティーのブランド、CIRCUSの新チームふぉっくすとしてデビューする予定であった作品を発売。
| 発売日        | タイトル   |
| ------------- | ---------- |
| 2007年4月27日 | 冬音-Tone- |

### JOKER
FETISHチームのディレクターであった大洲五郎のブランドとして設立。2011年7月に活動を無期限休止告知。
| 発売日        | タイトル        |
| ------------- | --------------- |
| 2007年8月31日 | 恋夏 〜れんげ〜 |

### Sanctuary
乙女ゲームのブランドとして設立。
2011年1月に株式会社LANTERN ROOMSのブランドとして独立。
| 順 | 発売日         | タイトル                                                 |
| -- | -------------- | -------------------------------------------------------- |
| 1  | 2008年9月26日  | D.C. Girl's Symphony 〜ダ・カーポ〜 ガールズシンフォニー |
| 2  | 2010年11月25日 | 雅恋 〜MIYAKO〜                                          |
| 3  | 2014年2月27日  | クロノスタシア                                           |

### STELLA
『Princess Party』・『あるぴじ学園』のディレクターであったkuri++のブランドとして設立。
コンセプトは「萌える」・「エロい」・「笑える」。
| 発売日        | タイトル                                                 |
| ------------- | -------------------------------------------------------- |
| 2011年5月27日 | A.G.II.D.C. 〜あるぴじ学園2.0 サーカス史上最大の危機!?〜 |

### Circus Sound Project
2011年にtororo団長を中心に設立されたオーディオアート集団。
水夏弐律のOPテーマやD.C.IIIの関連CDを発売。2013年4月のD.C.S.F.から発売元をエスプリズムに変更。

## コラボレーション・共同開発
コンシューマーゲーム
- 2003年7月31日 - SAKURA 〜雪月華〜（発売：プリンセスソフト）
- 2003年10月30日 - D.C.P.S. 〜ダ・カーポ〜 プラスシチュエーション（角川書店）
- 2005年6月30日 - 舞-HiME 運命の系統樹（発売：マーベラスインタラクティブ）
- 2005年12月15日 - D.C. Four Seasons 〜ダ・カーポ〜 フォーシーズンズ（角川書店）
- 2007年8月30日 - 水夏A.S+ Eternal Name（ブロッコリー）
- 2007年9月27日 - 最終試験くじら-Alive-（ブロッコリー）
- 2008年2月14日 - D.C.～ダ・カーポ～ the Origin（ブロッコリー）
- 2008年5月29日 - D.C.II P.S. 〜ダ・カーポII〜 プラスシチュエーション（角川書店）
- 2009年4月29日 - D.C.I.F. 〜ダ・カーポ〜 イノセントフィナーレ（ブロッコリー）
- 2010年6月24日 - D.C. Girl's Symphony Pocket 〜ダ・カーポ〜 ガールズシンフォニーポケット（アイディアファクトリーとの共同開発）
- 2013年2月28日 - D.C.III Plus ～ダ・カーポIII～プラス（角川書店）
- 2018年3月22日 - D.S. -Dal Segno- コンシューマ版（エンターグラム）
- 2025年10月30日 - D.C. Re:tune ～ダ・カーポ～ リチューン（ブシロードゲームズ）[20]

アダルトゲーム
- 2005年5月27日 - Gift 〜ギフト〜（開発協力。発売：MOONSTONE）
- 2006年2月24日 - AR 〜忘れられた夏〜（TOPCATとの共同開発）
- 2006年4月28日 - 紅蓮に染まる銀のロザリオ（F&Cとの共同開発、発売：F&C）
- 2008年7月25日 - 空を飛ぶ、3つの方法。（La'cryma（ブロッコリー・ゲームクラブとの共同開発によるブランド））
- 2009年10月2日 - 空を飛ぶ、7つ目の魔法。（La'cryma）

パソコンゲーム（アダルトゲーム以外）
- 2006年3月31日 - true tears（年齢制限なし）（La'cryma）
- 2006年11月10日 - 『ＮＨＫにようこそ！』第6巻ＰＣゲーム付き初回限定版 TrueWorld～真実のセカイ～（角川書店）
- 2010年8月27日 - けい☆てん（販売：k-ten/itan・エスプリズムとの共同開発）
- 2010年9月30日 - fortissimo//Akkord:Bsusvier（フォルテシモ アコルト：ビーサスフィーア）（EOCS R指定）（La'cryma）

## 主要スタッフ
設立から『D.C. 〜ダ・カーポ〜』までは作品ごとに個々のスタッフと契約していたが、その後は組織が再編されてスタッフは社員契約となり、営業・広報部などが作られた。
2013年5月以降、tororo氏がプロデューサー職を退いたことも含め、多くのスタッフが離脱している。便宜上それまでのスタッフをそのまま掲載。
林
ディレクター兼グラフィッカー。設立から半年後、『Aries』の開発中に参加。ディレクターとして『D.C.P.S.』などに携わる。サーカス作品の中では「杉並」・「白河ことり」がお気に入りキャラクター。
komoken
制作進行。
しゃゆり
原画家。
いちと→かおる
パッケージデザイン。
Yuichi
広報
LAY
デバッグ。

### 外部スタッフ
tororo（松村和俊）
CIRCUS創業者。1999年11月11日〜。
五香和泉（和泉勇一）
広報。ヴァルキリーコンプレックスプロデューサー。アニメD.C.III 〜ダ・カーポIII〜プロデューサー。ブシロード所属。
bongom
プログラマー。スターマイン所属。
愛羽
シナリオライター。monobit所属。
たにはらなつき
原画家。現在はEDEN'S NOTES所属。サーカスには2009年時点で約5年間在籍していた。
鷹乃ゆき
原画家。『D.C.II』の開発途中にサーカスへ入社し、『Princess Party 〜プリンセスパーティー〜』でメイン原画を担当した。
蜜桃まむ（みつまむ）
原画家。EDEN'S NOTES所属。
雨野智晴
EDEN'S NOTES所属。D.C.II＆D.C.IIIシリーズディレクター。
eco*
SD原画家。株式会社65bpm所属。
ジャッキー天野（鬼頭洋平）
株式会社インクルード・インク代表取締役。最終試験くじら、Princess Partyプロデューサー。アニメ最終試験くじらプロデューサー。

### 過去に在籍したスタッフ
らまマン（菊地克朋）
元漫画家。らまマンは営業・広報としての名で、プロデューサーの時は漫画家時代のペンネームでもあるくま坂らま男（くまさからまお）を名乗る。創業スタッフではないが、音楽関係以外のtororoの職務をほぼこなせる所から2代目有限会社サーカス代表取締役社長に就任した。CIRCUS FETISHブランドの生みの親で、 『サーカス情報局 VOLCANO』のレギュラーパーソナリティーも務める。コスモスコンピューター時代はうえぽんブランド側のスタッフとして活躍していた。
イカハタ（五十畑昌）
プロデューサー。コスモスコンピューター在籍者。株式会社LANTERN ROOMS代表。
釧路洋
ディレクター。tororoと前の会社からの同僚で、設立時より在籍。
大洲五郎
ディレクター。『すくみず 〜フェチ☆になるもんっ!〜』（2003年7月発売）に外部スタッフとして参加し、その後入社。
kuri++
『D.C. White Season』より制作に携わる。初期はプログラマーとして参加していたが、美少女ゲームへの熱から2009年の作品『Princess Party Camellia』でディレクターに転身、『D.C. Dream X'mas』では初めてプロデューサーを務めた。金髪のツインテールが好み。
TAKANORI
プログラマー。tororoと前の会社からの同僚で、サーカス設立時より在籍。ゲーム・プログラミングを趣味とし、萌え属性は姉。
いくたたかのん
原画家。CIRCUS作品の原画の他、CIRCUSプロデュースでゲームショップ「げっちゅ屋」のマスコットキャラクター「コムちゃん」のデザインを務める（ショップ曲「まじかるぶっくまーく」もtororo作詞・作曲）。現在フリー。
零点（れいてん）
創業スタッフで、他と同様にRISEからの移籍組。原画を担当していたが、現在はフリー。
まり
シナリオ。tororo（松村）の前会社からの同僚で、設立当初から参加。
恋純ほたる（こいずみ ほたる）
創業スタッフで、グラフィッカー・ディレクター。現在株式会社ムーンストーン代表取締役。
呉（くれ）
シナリオライター。現在MOONSTONE所属。
ドラゴン角田（角田秀明）
TVアニメD.C. 〜ダ・カーポ〜に企画協力として参加。
あやせりお（現：羽純りお）
原画家。
ちのちもち（現：八重樫南）
原画家。
七尾奈留（ななお なる）
原画家。『Infantaria』から初版『D.C. 〜ダ・カーポ〜』まで担当。
御影（みかげ）
シナリオライター・ディレクター。『水夏』・『D.C. 〜ダ・カーポ〜』の企画・原作者。
秋蕎麦
『最終試験くじら』・『ヴァルキリーコンプレックス』などを手掛けた原画家。2009年時点では「7年ぐらい」サーカスに所属していた。タッチの柔らかな絵がファンから支持を受けている。ゲームジャンルではRPGが好み。
鳴海（水登うみ）原画家兼グラフィッカー
かゆらゆか
原画家。元関連会社エス・オー・エフ・ティー所属、現インクルード・インク所属。
立羽
原画家兼グラフィッカー。『D.C.P.C.』（2004年5月発売）の開発中に新卒で入社。『D.C.II P.S.』の小鳥遊まひるなどを担当。
加藤アスケ
グラフィッカー。
百道りさ
グラフィッカー。
雪村まなみ
原画家兼グラフィッカー。エターナルファンタジーにてシステム全般、モンスターデザイン担当。
時人
彼ノ矢大輔（現：大場陽炎）株式会社フォアフロント所属。
johnny株式会社フォアフロント所属。
たかとう
ちまQ原画家兼グラフィッカー
松河原画家兼グラフィッカー
がちゃ（現：おかざきみつき）
原画家兼グラフィッカー
佐藤臣
株式会社65bpm所属。
おにやんま
広報。頑宣chパーソナリティ。
Bashi@めろん
チュアブルソフト所属。
壬RYUZIN（みずのえりゅうじん）
元RISE。
Tamaio
のらきち
グラフィック。サーカス所属歴は2009年時点で「わりと長い」。
ロリ絵師
ちまQ
ごとうしん
複数作品を手掛けたシナリオライター。絶対領域が好み。
さんちゅ〜
ディレクター。株式会社Grape代表取締役社長。チーム桜刻館所属。アニメD.C.III 〜ダ・カーポIII〜第4話の脚本を担当。
結月かりん（旧たこまち）原画家兼グラフィッカー
こなた原画家兼グラフィッカー
チーム桜刻館所属。代表作は『D.C.I.F.』・『ことり Love Ex P』。萌え属性としては、黒色長髪・絶対領域を好む。好きな食べ物は卵料理。
百合瀬ゆい
広報。株式会社スピードスター所属。

## 音楽
- ランティス（2002年 - ）[3]
- 有限会社ミュージカル アンリミテッド（Peak A Soul+）
- ドワンゴ・エージー・エンタテインメント（2007年7月 - 2009年）

## 流通
- 株式会社カーニバル

2004年3月に有限会社カーニバルとして設立。SAKURA 〜雪月華〜のドラマCDのリリースを皮切りにサーカス関連商品の卸売販売を担当していた。時期は不明だがグループ再編期に株式会社ジャックインザボックス（現・株式会社ハブロッツ）に株式を売却した為、サーカスグループから離脱している。

## ファンクラブ
2002年より登録を開始、2003年夏より正式サービススタート。以降、株式会社エス・オー・エフ・ティーが運営。2005年頃よりファンクラブ担当が代わり、それ以降、複数担当に代わりながらサービスを続けている。
会員専用ホームページを中心としたサービスながら、イベントやライブ等に関連するサービスも展開し、同ホームページ内コラムには、yozuca*、Rino(rino)、No Life Negotiation等のアーティストやコスプレイヤー達も参加している。
2016年2月にファンクラブサイトがリニューアルされリキッドレイアウト化、スマートフォンなどのモバイルでの閲覧にも対応していた。2017年11月30日をもってサービス終了。

### スタッフ
公開されているスタッフ。
snipe
三代目ファンクラブ担当、2008年以降表舞台に出なくなっている。
タイガーとーる
イベント、ネットミーティングの進行を担当。
アッキー
通販の担当。メールマガジンや運営チームなうBlogも執筆する。
MOuSE
技術担当。運営チームなうBlogで情報が多く長文。同Blogから、ファンクラブウェブシステム全般のみならず、関連する他ウェブも手がけている。また、スマートフォンアプリの開発も行っている。アプリはファンクラブとは別コンテンツであるMyCIRCUS IDにて公開されている。
えふしーそふ子
会報担当。会報発行時、運営チームなうBlogに現れる。